# Sacramenia
Sacramenia – gmina w Hiszpanii, w prowincji Segowia, w Kastylii i León, o powierzchni 44,48 km². W 2011 roku gmina liczyła 471 mieszkańców.